# Arthur Sissis
Arthur Sissis (Adelaide, 15 giugno 1995) è un pilota motociclistico australiano.

## Carriera
Inizia a correre a 7 anni, vincendo diversi titoli nello Speedway. Dal 2009 al 2011 partecipa alla Red Bull Rookies Cup, terminando nell'ultimo anno al secondo posto dietro l'italiano Lorenzo Baldassarri. Esordisce nel motomondiale nel 2011 in occasione del Gran Premio della Malesia, quando corre nella classe 125 come sostituto dell'infortunato Niklas Ajo, terminando la gara al ventesimo posto.
Nel 2012 partecipa come pilota titolare nella classe Moto3 con il team Red Bull KTM Ajo. Ottiene un terzo posto in Australia e conclude la stagione al 12º posto con 84 punti.
Nel 2013 rimane nello stesso team, con compagni di squadra Luis Salom e Zulfahmi Khairuddin. Ottiene come miglior risultato un sesto posto a Indianapolis e termina la stagione al 15º posto con 59 punti. Nel 2014 passa a guidare la Mahindra MGP3O del team Mahindra Racing; il compagno di squadra è Miguel Oliveira. Viene sostituito dopo il Gran Premio della Repubblica Ceca da Andrea Migno. Ha totalizzato 3 punti. In questa stagione è costretto a saltare il Gran Premio del Qatar a causa di una tonsillite. Terminata l'esperienza nel mondiale, torna a gareggiare nello Speedway prendendo parte al campionato britannico. Nelle stagioni seguenti inoltre, gareggia nell'Australian Superbike Championship dove nel 2024 si classifica in sesta posizione.

## Risultati nel motomondiale
| 2011 | Classe | Moto    |  |  |  |  |  |  |  |  |  |    |  |  |  |  |  |  |    |  | Punti | Pos. |
| ---- | ------ | ------- |  |  |  |  |  |  |  |  |  | -- |  |  |  |  |  |  | -- |  | ----- | ---- |
| 2011 | 125    | Aprilia |  |  |  |  |  |  |  |  |  | NE |  |  |  |  |  |  | 20 |  | 0     |      |

| 2012 | Classe | Moto |   |     |    |   |    |   |    |   |     |    |    |    |    |   |    |    |   |    | Punti | Pos. |
| ---- | ------ | ---- | - | --- | -- | - | -- | - | -- | - | --- | -- | -- | -- | -- | - | -- | -- | - | -- | ----- | ---- |
| 2012 | Moto3  | KTM  | 7 | Rit | 13 | 5 | 22 | 8 | 16 | 9 | Rit | NE | 11 | 14 | 10 | 9 | 11 | 11 | 3 | 19 | 84    | 12º  |

| 2013 | Classe | Moto |   |    |    |    |    |    |   |    |    |   |    |    |    |   |    |    |    |    | Punti | Pos. |
| ---- | ------ | ---- | - | -- | -- | -- | -- | -- | - | -- | -- | - | -- | -- | -- | - | -- | -- | -- | -- | ----- | ---- |
| 2013 | Moto3  | KTM  | 8 | 12 | 12 | 13 | 18 | 10 | 8 | 10 | NE | 6 | 14 | 24 | 15 | 9 | 23 | 16 | 16 | 18 | 59    | 15º  |

| 2014 | Classe | Moto     |    |     |    |     |    |    |    |    |    |    |    |  |  |  |  |  |  |  | Punti | Pos. |
| ---- | ------ | -------- | -- | --- | -- | --- | -- | -- | -- | -- | -- | -- | -- |  |  |  |  |  |  |  | ----- | ---- |
| 2014 | Moto3  | Mahindra | NP | Rit | 22 | Rit | 17 | 17 | 18 | 21 | 13 | 21 | 26 |  |  |  |  |  |  |  | 3     | 29º  |

| Legenda | 1º posto        | 2º posto            | 3º posto            | A punti      | Senza punti        | Grassetto – Pole position Corsivo – Giro più veloce |
| Legenda | Gara non valida | Non qual./Non part. | Ritirato/Non class. | Squalificato | '-' Dato non disp. | Grassetto – Pole position Corsivo – Giro più veloce |